# Ember Ervin
Ember Ervin, Endersz (Dobsina, 1902. február 25. – Budapest, 1974. július 11.) költő, író, közgazdász.

## Életútja
Endersz Frigyes és Eisner Paulina fiaként született. A Tanácsköztársaság idején elnöke volt a mezőkövesdi Ifjúmunkások Szervezetének, emiatt Magyarország összes gimnáziumából kizárták, s így magánúton tett le az érettségi vizsgát. Ezután Bécsbe ment, ahonnan 1921-ben tért haza. Ezután a budapesti Közgazdaságtudományi Kar közigazgatási szakán diplomázott, 1936-ban doktorált, értekezését az inflációról írta. 1925-től mint díjnok dolgozott a Központi Járásbíróságon, majd telekkönyvvezető volt. 1927. július 2-án Budapesten, a Terézvárosban házasságot kötött az egri születésű Lövi Katalinnal. 1945 után az Igazságügyi Minisztérium munkatársa lett, ahol 1950 és 1967 között főelőadó volt, ekkor nyugdíjba vonult.
Első verseit Kassák Lajos Ma című lapjában publikálta, bécsi tartózkodása alatt pedig az Ék és az Akasztott ember c. újságok jelentették meg írásait. 1921 után baloldali írókkal került kapcsolatba. Versei megjelentek 1924-26-ban a Magyar Írásban, 1927-30-ban pedig a 100%-ban. Írásait a Népszavában, a Forrásban, valamint a berlini Rote Fahne és a bécsi Ma c. lapokban közölték. 1921-től műveit a munkás-szavalókórusok is bemutatták. 1922-23-ban tevékeny résztvevője volt a Gergely Sándor által vezetett irodalmi és kórusegyesülésben, egyúttal szerzője a Palasovszky Ödön által szervezett Zeneakadémiai Zöld Szamár előadásoknak. Az 1930-as évek elején barátságot kötött József Attilával, Dési Huber Istvánnal, Bortnyik Sándorral, Remenyik Zsigmonddal, majd 1934-ben Nagy Lajossal. 1935-öt követően az irodalmi életben elszigetelődött, 1945 után is csak elvétve jelentek meg írásai.

## Fontosabb művei
- Tömegek az új vashidakon (versek, Bp., 1928)
- Versek (Bp., 1930)